# Dichagyris ochridana
Dichagyris ochridana är en fjärilsart som beskrevs av Turner 1936. Dichagyris ochridana ingår i släktet Dichagyris och familjen nattflyn. Inga underarter finns listade i Catalogue of Life.